# Liste der Benediktinerinnenklöster
Die Liste der Benediktinerinnenklöster enthält bestehende und ehemalige Klöster der Benediktinerinnen.

## Belgien
- Abtei Ten Putte (1137/71–2007)
- Benediktinerinnenabtei Maredret
- Benediktinerinnenkloster Groot-Bijgaarden (1133–1796)

## Dänemark
- Kloster Gudum (ca. 1260–1536)
- Kloster St. Olaf auf Grönland (13./.14. Jahrhundert)

## Deutschland
A
- Aachen „Annakirche“ (1511–1794)
- Abtei St. Gertrud – Kloster Alexanderdorf (1934, bestehend)
- Allendorf (1508–1527/31) vorher Zisterzienserinnen 1265–1508;
- Alsleben (979–1448) danach Augustiner-Chorherren von Magdeburg
- Kloster Altentreptow (1191–1239), danach nach Klatzow (1239) und dann nach Verchen (1245)
- Altenwalde (1282–1334), danach nach Neuenwalde
- Altomünster (1056–1480) vorher Benediktiner, die nach Weingarten gingen
- Amtenhausen (1102–1802/42)
- Kloster Arendsee (1184–1540)
- Arnstadt „Walpurgiskloster“ (vor 1100–1533)
- Aua/Neuenstein (1190–1229)
- Benediktinerinnenkloster Augsburg (1262–1537)

B
- Bamberg St. Maria und Theodor am Kaulberg (um 1350–1554), vorher seit 1157 Zisterzienserinnen, seit 1902 Karmelitenkloster
- Barby (vor 961–Mitte 13. Jh.)
- Bassum (1205–1541), vorher 858–1205 Kanonissen
- Baumerlenbach (787–?)
- Beichlingen (?–?)
- Berau (1110–1807/34)
- Kloster Bergen (Neuburg) Abtei (976–1542, ab 1635–? Jesuiten)
- Kloster Bergen auf Rügen (1193–1250), nach 1250 Zisterzienserinnen,
- Berlin-Spandau (1239–1558)
- Bernried Herz-Mariä-Kloster (Missionsbenediktinerinnen, 1949, bestehend)
- Beverungen Hl.Kreuz (?–?)
- Kloster Biburg (1132–1278), Doppelkloster (Benediktiner bis 1555, Jesuiten (1589–1781), Malteser (1781–1808))
- Bickelsberg (1424/39–um 1500) Doppelkloster?
- Bischofferode/Ellrich (?–?) danach Zisterzienserinnen, diese nach Nordhausen
- Bischoperode/Stadthagen (1200–1225), 1225 nach Rinteln verlegt
- Blankenau (1265–1331) Benediktinerinnen, nach 1331 Zisterzienserinnen
- Blankenheim/Bebra (1229–1525)
- Bollschweil (nach 1087–1115)
- Benediktinerinnenkloster Bonn (1857–2001)
- Bonn, Benediktinerinnenabtei Maria Heimsuchung (seit 2019, vorher seit 1955 in Kall-Steinfeld)
- Bonnrode/Oberbösa (Priorat, vor 1140–1525/1539)
- Kloster Marienberg (Boppard) „Mariabodenberg“ (1120–1802, aufgehoben, 1918–1981 Schule der Ursulinen)
- Braunschweig Kreuzkloster (um 1230–um 1400), nach 1400 Zisterzienserinnen
- Brenkhausen (Abtei) „Gottestal“ (1601–1803) vorher Zisterzienserinnen
- Klosterruine Brunnenburg, Bremberg (~1200–1542)
- Brunshausen/Gandersheim (um 1206 – 31. Oktober 1568)
- Kloster Bubenbach, (1230 – um 1350)
- Burlage/Hude (vor 1100–1538)
- Kloster Bürgel, Doppelkloster
- Burtscheid/Aachen (997–1220), danach Zisterzienserinnen bis 1802
- Buxtehude Altes Kloster (1196–1700/5)
- Buxtehude Neues Kloster (1286–1700/5)

C
- Kloster Cornberg (1286–1526, aufgehoben)

D
- Kloster Dambeck (1224–1540)
- Detwang „Nonnenkloster“ (1347–1399)
- Kloster St. Alban, Dießen am Ammersee (bestehend seit 1923)
- Benediktinerinnenkloster Dierstein (vor 1153–1564) heute: Standort des Schloss Oranienstein, Diez
- Dießen St.Alban Dießen am Ammersee (Priorat, 1923, bestehend)
- Dietkirchen/Bonn (1015–1483), Damenstift 1802 aufgehoben
- Dietenborn (vor 1496–1496) Zisterzienserinnen?
- Kloster Burg Dinklage (Abtei, 1949, bestehend)
- Disibodenberg (1108–1147/51) Doppelkloster, auf Rupertsberg umgesiedelt.
- Kloster Dobbertin (1237–1572), Umwandlung in ein adliges Damenstift.
- Döbeln (Abtei, 1330–1554)
- Dörschnitz (vor 1225–1270), nach Sitzenroda, Zisterzienserinnen?
- Kloster Heilig Kreuz, Donauwörth (1040–1101) danach Benediktiner
- Dresden (Missionsbenediktinerinnen, 1992, bestehend)
- Kloster Drübeck St. Vitus (1108–1540), ev. Damenstift bis 1940

E
- Kloster Ebstorf (14. Jahrhundert bis 1529, vorher 1197 bis 14. Jahrhundert Prämonstratenser, ab 1529 evang. Damenstift)
- Abtei St. Hildegard (Rüdesheim am Rhein) Eibingen (1165–1803) und (1904, bestehend)
- Eichstätt St.Walburg (Abtei, 1035, bestehend)
- Eisenach Nikolaikloster (1172–1529)
- Eitting (1136–?) von Mallersdorf
- Eldena, (1229/35–1556, später Zisterzienserinnen)
- Kloster Engelthal (Abtei, 1962, bestehend)
- Erfurt St.Paul bei Severi „Paulskloster“, um 800–1123, verlegt zum Cyriaksberg
- Erfurt Hochkloster/Cyriakuskloster, Zitadelle Cyriaksburg (1123–1480) verlegt an die Andreaskirche
- Erfurt „Andreaskloster“ (1480–1819)
- Eschwege „Cyriakusstift“ (Reichsabtei, vor 1075–1527)
- Essen (Oldenburg) (1175–1194), Umzug nach Malgarten

F
- Fischbach bei Dermbach/Rhön (vor 813–?)
- Flieth „Marienpforte“ (1269–1281) 1281 mit Boitzenburg vereinigt
- Frauenalb (um 1180–1598), danach (weltliche?) Chorfrauen (1631–1803)
- Frauenbreitungen (1150–?)
- Kloster Frauenchiemsee (Abtei, 782, bestehend)
- Frauensee bei Eisenach (vor 1316–1527), auch zeitw. Zisterzienserinnen
- Benediktinerinnenabtei zur Heiligen Maria Fulda (1626, bestehend)
- Fulda „Cella St. Lioba“ Petersberg (1998, bestehend)
- Benediktinerinnen von der heiligen Lioba, Freiburg im Breisgau (1927, bestehend)
- Fürstenberg St. Maria (1116/9–1259) zeitweise Doppelkloster, danach Zisterzienserinnen

G
- Kloster Gehrden (1142–1810)
- Kloster Geisenfeld (Abtei, 1030–1803)
- Georgsklause Oestrich-Winkel (Priorat, 12. Jh.–1452)
- Gerbstedt (Abtei, 985–1541), Wettiner Stammkloster/Grablege!
- Geringswalde (2. Januar 1233–1542)
- Gerresheim St. Hippolyt (9. Jh.letztes Drittel–1803)
- Kloster Gertrudenberg (Priorat, um 1080–1803)
- Giengen an der Brenz (1412–1430)
- Gnandstein (?–?)
- Goslar Neuwerkkirche (12. Jh.–Ref.), auch Zisterzienserinnen, danach ev. Damenstift
- Gotthardsberg/Weilbach (1235–1439)
- Grafenhausen (vor 1096–14. Jh.)
- Guben (vor 1235–1564)
- Gutnau (1181–1492) danach Benediktiner, Wüstung

H
- Kloster Habsthal (Priorat, 1891, bestehend, Gründung Dominikanerinnen)
- Kloster Hadmersleben (961–1809)
- Kloster Hagenbusch (1140–1802)
- Kloster Hecklingen (1140–1559)
- Heeslingen (etwa 915–1141), 1141 nach Zeven verlegt
- Heidenheim/Franken (752–790), danach Kanoniker
- Heiligenrode (1182–1570) danach Damenstift
- Herdecke (Stift/Abtei, 9. Jh.–1488), bis 1811 freiweltliches Damenstift
- Herford Reichsabtei/-stift, (um 790–10,/11. Jh.)
- Abtei Herstelle (1899, bestehend)
- Benediktinerinnenkloster Herzebrock (1208–1803, davor ab etwa 870 Kanonissenstift)
- Kloster Heusdorf (1123–1536) zeitweise Doppelkloster
- Heydau (1493–1527) vorher Zisterzienserinnen
- Hillersleben (958/63–1096), danach Benediktiner
- Himmelau/Gelnhausen (1305–1537)
- Höchst im Odenwald (1503–1568), vorher Augustinerinnen
- Hofen/Friedrichshafen (1085–1419/22)
- Kloster Hohenwart (1074–1803)
- Holzen (1150–1802), von 1150 bis 1470 Doppelkloster
- Holzzelle/Hornburg (877–1525) evtl. zeitw. DK?
- Kloster Homburg bei Bad Langensalza (1075–1136, ab 1136 Benediktinermönche, 1541 aufgehoben)
- Huysburg 1070–1411 Doppelkloster.

I
- Iburg (um 1135–1142)
- Isny im Allgäu St.Georg (Ende 12. Jh.–1189 Doppelkloster, Benediktinerinnen 1189 nach Rohrdorf verlegt)
- Istein (vor 1264–um 1450)

J
- Jagstzell (vor 1170–nach 1170)

K
- Kloster Kalbe (955/60–983) 983 zerstört
- Abtei St. Erentraud (Kellenried) (1924, bestehend)
- Kloster Kaufungen Reichsabtei (1017–1527), von Kaiserin Kunigunde gegr.!
- Kemnade/Bodenwerder (960–1147) und (1194–1543/79) zeitweise Benediktiner
- Kentheim (Priorat, vor 1079–13. Jh.)
- Abtei Maria Frieden Kirchschletten, Zapfendorf (1953, bestehend)
- Kloster Kitzingen (Reichsabtei, 748–1558?, danach Ev.Frauenstift, 1660–1803 Ursulinen)
- Klatzow an der Tollense (1239–1245), vorher Altentreptow, nachher Verchen
- Kleincomburg (um 1291–?) zeitweise Doppelkloster, Benediktiner von vor 1248–1488
- Benediktinerinnenkloster Koblenz (1142–1802)
- Köln/Raderberg (Benediktinerinnen vom Heiligsten Sakrament) 1890, bestehend
- Köln „St. Maria im Kapitol“ (Abtei, um 960–um 1150)
- Köln „zu den hl. Makkabäern“ (1178–1802)
- Kloster Königsdorf (heute zu Frechen, 1136–1802)
- Kreuzburg/Philippsthal (vor 1191–1593)
- Kloster Krevese St. Marienthal (1170–1540)
- Kühbach St. Magnus (Abtei, 1011–1803)

L
- Lahnstein (1907–1920), danach Arnsteiner Patres
- Kloster Lamspringe (847/72–1568)
- Langendorf (auch „Greißlau“, 1385–1540), vorher Zisterzienserinnen?
- Lauffen am Neckar (1003–vor 1285), danach Dominikanerinnen
- Kloster St. Georg (Leipzig) (1480–1541), vorher Zisterzienserinnen 1230–1480,
- Liesborn (815–1132), danach Benediktiner bis 1803
- Lindenau bei Eisenach (im 14. Jh.–1428), B. gingen nach Zella/Rhön zurück
- Kloster Lippoldsberg (1086–1569)
- Lobenfeld St.Maria (1436/48–1560)
- Lübeck (vor 1177–1245) Doppelkloster, ab 1245 Zisterzienserinnen
- Kloster Lüne Lüneburg (1172/1272–1529, seit 1711 evang. Damenstift)

M
- Machern/Bernkastel (um 1080–?), nach 1238 Zisterzienserinnen bis 1802
- Magdeburg St.Lorenz (?–?)
- Kloster Malgarten (Bramsche, 1194–1803)
- Kloster Mallersdorf (1107–1137 (Frauen)/1807 (Männer), Umsiedlung des Frauenkonventes nach Eitting, seit 1869 Arme Franziskanerinnen von der heiligen Familie)
- Mariaberg/Gammertingen (1293–1802), Konvent bis 1832!
- Maria Hamicolt/Rosendahl (Benediktinerinnen vom Heiligsten Sakrament, bestehend)
- Kloster Marienburg in Ofteringen
- Kloster Marienrode (Priorat, bei Hildesheim,1988, bestehend)
- Abtei Mariendonk/Grefrath (Abtei, 1900, bestehend)
- Kloster Marienkamp (Esens) (1190–1420) Doppelkl., danach Aug.-Chorherren (Windesheimer Ch.)
- Kloster Marienthal (Norden) (vor 1255–1529/55)
- Kloster Heilig Kreuz (Meißen) (1217–1568)
- Merseburg/Neumarkt (vor 1. H.13. Jh.–?) Umzug nach Hohenlohe?
- Meschede Stift, (um 870–1315) Kanonikerstift bis 1810,
- Metelen Stift, (889–13. Jh.) Kanonissenstift mit Aug.-Regel
- Michelstadt (vor 1232–1535)
- Midlum (1219–1282), Umzug nach Altenwalde, dann Neuenwalde
- Milz/Th. (784–nach 820)
- Minden „Marienstift“ (993–1421), Kanonissenstift bis 1530, danach ev. Damenstift bis 1803.
- Möllenbeck (896–1441), danach Aug.-Chorherren (Windesheimer)
- Kloster Neuwerk, Mönchengladbach (1170–1802, danach Franziskanerinnen (1889–1961), Salvatorianerinnen (1874–1889 und seit 1961))
- Kloster Mönchsdeggingen (959–1138, danach Benediktiner (1142–1802), seit 1950 Missionare von Mariannhill)
- Monheim (Abtei, 870–1533/42)
- Münchenlohra St. Gangolf,
- München „Kloster auf dem Lilienberg“ (?–1802)
- Münster Abtei St. Aegidii (1465–1811)
- Münster „Überwasserstift“ (1483–1774)
- Münsterschwarzach (780–877), danach Benediktiner, Nonnen ziehen nach Zürich.
- Münsterdreisen (870–1076), danach Aug.-Chorherren, 1144 Prämonstratenser
- Abtei Altmünster, Mainz (734–1243, danach Zisterzienserinnen–1781, bis auf die Kirche abgebrochen)

N
- Naumburg „Moritzkloster“ (1046–1119), danach Aug.-Chorherren
- Benediktinerinnenkloster (Neuburg an der Donau) (1002–1622, danach Jesuiten (1622–1773), Malteser (1773–1803), seit 1847 Maria-Ward-Schwestern (Realschule))
- Neuburg/Heidelberg (1195–1303 und 1460–1562), auch zeitweise Benediktiner bzw. Zisterzienserinnen
- Neudorf/Stolzenau (um 1200–1542)
- Neuenwalde (1334–1571) danach ev. Damenstift
- Kloster Sonnenkamp in Neukloster (1219–1245) danach Zisterzienserinnen
- Nonnenwerth (1112–1802)
- Neumünster/Ottweiler (um 1100–1577)
- Kloster Kreitz (Neuss-Holzheim, Benediktinerinnen vom Hlst.Sakr., 1899, bestehend)
- Neuss „Quirinuskloster“ (950–1170), danach Kanonissen
- Neuwerk/Mönchengladbach (vor 1135–1802), Salvatorianerinnen seit 1969
- Niedernburg/Passau (739–1806)
- Benediktinerinnenkloster Niederprüm in Prüm-Niederprüm (1190–1802)

O
- Oberwerbe (1207–1537) vorher Benediktiner
- Oberwerth (1142–1802)
- Obernkirchen (820–?), danach Augustinerinnen bis 1560
- Oberrode/Rotaha (786–903/13. Jh.)
- Ochsenhausen (1090–1129) Doppelkloster
- Kloster Odacker (1513–1639, 1648–1804, vorher 13. Jahrh.–1508 Augustinerinnen, abgebrochen)
- Kloster Oesede (1170–1803)
- Ohrdruf (vor 750–?) Doppelkloster?
- Benediktinerinnen der Anbetung, Kloster St. Scholastika Neustift, Ortenburg (1922, bestehend)
- Benediktinerinnenkloster Osnabrück der Benediktinerinnen vom Heiligsten Sakrament, (Priorat) Osnabrück (1854, bestehend)
- Osnabrück „Gertrudenberg“ (um 1140–1803)
- Kloster Osterholz (1182–1550)
- Ottenhausen/Weissensee/Th. (Priorat, 1116–1539)

P
- Paderborn Abtei „Gaukirchkloster“ (1500–1810) vorher seit 1229 Zisterzienserinnen
- Parkow bei Neubukow (1210–1219) Verlegung nach Kussin/Neukloster
- Kloster Paulinzella (1102–Mitte 14. Jh.), Doppelkloster, dann Mönchskloster
- Petersberg: Cella St. Lioba
- Pfalzel/Trier Abtei, (693–1016)
- Preetz (1211–1534)
- Kloster Prenzlau (1250–1543)

Q
- St. Marien auf dem Münzenberge in Quedlinburg (986–1525)

R
- Kloster Ramsen (1146–1267) danach Zisterzienserinnen
- Kloster Mittelmünster (Regensburg) (973–1588, danach 1588 bis 1773 Jesuiten, zerstört)
- Reinsdorf (1121–1540) von Vitzenburg verlegt Doppelkloster?
- Reistingen/Ziertheim (Abtei, vor 1250–1334)
- Remse (Priorat, 1143–1533)
- Kloster Rhena (1230–1319), danach Prämonstratenserinnen
- Riesa (Abtei, 1115–1542)
- Rinteln (1225–1563) von Bischoperode/Stadthagen
- Roda bei Frohburg (1120/22–?)
- Kloster Rohr (Thüringen) (12. Jahrhundert–1544, vorher 9.–10. Jahrhundert Benediktiner)
- Rohrbach bei Oberröblingen (1170–1220) danach Zisterzienserinnen
- Rohrdorf (Priorat, 1189–15. Jh.)
- Kloster Rühn (1232–1557), auch Zisterzienserinnen
- Kloster Rupertsberg, Abtei, Bingen (1152–1632, zerstört, Reste gesprengt)

S
- Kloster Säckingen  (878–1805)
- Sangerhausen (1122–1265), von 1085 bis 1122 Benediktiner, nach 1265 Zisterzienserinnen
- Kloster Schaaken (Priorat, 1189–1591, bis 1848 protestantisch-freiweltliches adeliges Frauenstift – Ruine)
- St.-Johannis-Kloster vor Schleswig „auf dem Holm“ (vor 1251–1542)
- Kloster Schmerlenbach (1218–1803)
- Kloster Schönau (Strüth), (1126–1606 als Doppelkloster) ab 1606 Benediktiner bis 1803
- Kloster Schönfeld bei Bad Dürkheim (1100–1571)
- Schwarzrheindorf/Bonn (nach 1156–1502)
- Seebach/Dürkheim (1136–1591)
- Seligenstadt (vor 1181–1481)
- Sielmönken (Silo, 1255–1444) 1444 Umsiedlung nach Marienthal und Thedinga
- Stift Sindelfingen (1050–1065), nach Hirsau verlegt, danach Aug.-Chorherren
- Sitzenkirch (Priorat, um 1125–1525)
- Sitzenroda (1198–1270) danach Zisterzienserinnen, zusätzlich Zuzug von Dörschnitz
- Sölden/Schwarzwald (Priorat, um 1115–um 1500)
- Benediktinerinnenkloster Spandau (1239–1558)
- St Blasien (um 858–1117) Doppelkloster, danach Kloster Berau besiedelt
- Staucha (1222–1330) 25. März 1330 Umzug nach Döbeln
- Steinfeld: Benediktinerinnenabtei Maria Heimsuchung (seit 1955, seit 2019 in Bonn-Venusberg, bestehend; ehemals 950–1121; in Steinfceld jetzt Trappistinnen)
- Stendal St. Katharinen (1453–1469) danach Aug.-Chorfrauen, heute Altmärkisches Museum
- Stötterlingenburg (Abtei, 992–1565)
- Sulzburg (Abtei, um 1000–1523/55)
- Kloster St. Walburg in Eichstätt (–1803, seit 1835 bestehend)
- Kloster St. Wolfgang (Engen) gegründet 1333, aufgehoben 1803, Gebäude heute Museum der Stadt Engen
- Kloster St. Georg (Isny) (Ende 12. Jahrhundert bis 1189, dann nach Rohrdorf)
- Kloster St. Georg (Leipzig) (1480–1541, davor Zisterzienserinnen (1230–1480))

T
- Benediktinerinnenkloster Tauberbischofsheim (735–unbekannt), geleitet von der Hl. Lioba von Tauberbischofsheim
- Abtei St. Gertrud, Tettenweis (1899, bestehend)
- Thedinga/Ostfriesland (1283 – Zisterzienserinnen)
- Kloster Thulba (Abtei, 1127–1525)
- Trier/Oeren (Mitte 7. Jh.- Säkularisation durch Napoleon 1802)
- Trier, Kloster Bethanien der Benediktinerinnen vom Heiligsten Sakrament,  (1854–1875, 1875–1888 Exil in Luxemburg, danach Rückkehr, 1922 Umzug nach Trier-Kürenz, bestehend)
- Triptis (?–1212) 1212 nach Zwickau verlegt
- Missions-Benediktinerinnen von Tutzing (1885/1904, bestehend)

U
- Unterliezheim/Liedesheim (vor 1026–1542) DK?
- Urspring (Priorat, 1127–1806)
- Abtei Varensell (1902, bestehend)

V
- Veilsdorf (1189–1446), danach Mönchskloster
- Kommunität Venio München (1926, bestehend)
- Kloster Verchen am Kummerower See (1245–1534)
- Vilich/Bonn (Abtei, 1007–1488)
- Vinnenberg (1465–1810 und 1898–2005)
- Vitzenburg (991–1116)DK, 1116 Umwandlung in ein Mönchskloster

W
- Walbeck/Mansfelder Land (Abtei, 992–1542)
- Kloster Wald (Benediktinerinnen von der Hl.Lioba, seit 1946 bestehend, Zisterzienserinnen 1212–1806)
- Kloster Ober-Werbe in Waldeck am Edersee (~1207–1537, vorher Benediktiner (~1038–1207), aufgehoben, Ruine)
- Waldkirch (912/18–1431)
- Waldsdorf/Idstein (vor 1235–1608)
- Walsrode (vor 1255–1570), vorher Kanonissen
- Kloster Walshausen, Wilhelmshausen (~1150–1293, danach Zisterzienserpriorat (1310–1525), aufgehoben, heute ev. Kirche)
- Kloster Weihenstephan (Freising, vor 1021–~1242, vor 1021–1802 auch Benediktiner, 9. Jhdt.–1021 Chorherren)
- Weingarten (934–1056); 1922 Benediktiner
- Wendhausen/Thale (820/30–1232) 1232 Umwandlung in Aug.-Chorfrauenstift
- Kloster Wessobrunn (Missionsbenediktinerinnen (1913–2014), vorher Benediktiner (8. Jhdt–955, 1064–1803), Kollegiatstift (955–1064))
- Wietmarschen (vor 1152–1252 DK, 1252–1675)
- Kloster Willebadessen (Abtei, 1149–1810)
- Wittekindsberg (993–vor 1002)
- Würzburg St. Stephan (1057–Ende 12. Jh. Nonnen siedelten nach St Afra um) vorher Chorherrenstift,

X
- Agnetenkloster Xanten (1402–1606 Franziskanerinnen, dann Benediktinerinnen und Zisterzienserinnen bis 1802)

Z
- Zeitz St. Stephanskloster (1147–1541) vorher 1119–1147 Aug.-Chorherren
- Zella/Rhön (Abtei, 1136–1802)
- Zella „Friedenspring“ (um 1100–1810), von 1100–Mitte 13. Jh. DK dann Nonnenkloster
- Zeven (1141–1648)
- Zscheiplitz St. Bonifacius auf dem Berg St. Martini (1089–nach 1540)
- Zwickau St. Katharinen (1212–1219), von Triptis, nach Eisenberg

## Frankreich
- Benediktinerinnenkloster Bayeux
- Kloster Belloc und Urt
- Benediktinerinnenkloster Caen
- Benediktinerinnenkloster Châtillon-sur-Loing (1688–1792) in Châtillon-Coligny
- Benediktinerinnenkloster Craon
- Kloster Eschau
- Abtei Notre Dame (Soissons) (659/666–?, Ruine)
- Abtei Saint-Pierre d’Étival (7. Jahrhundert–880, auch Benediktiner, 880–1147 Kollegiatstift, 1147–1789 Prämonstratenser)
- Benediktinerinnenabtei Eyres-Moncube
- Abtei Notre-Dame de Jouarre, Département Seine-et-Marne (7. Jh. – 1792, wieder ab 1. Hälfte 19. Jh. – bestehend)
- Benediktinerinnenabtei Jouques
- Benediktinerinnenabtei Kergonan
- Abtei Saint-André (Lavaudieu), Auvergne (~1050–1516 Priorat, 1718–1791 Kloster, Kanonissenstift (1516–1718))
- Benediktinerinnenkloster Limon
- Benediktinerinnenkloster Martigné-Briand (seit 1961)
- Benediktinerinnenkloster Mas-Grenier
- Benediktinerinnenkloster Nancy
- Kloster Niedermünster (Elsass) bei Saint-Nabor, Vogesen (8. Jahrhundert–1542, abgebrannt)
- Benediktinerinnenkloster Oriocourt (1860–2017)
- Benediktinerinnenkloster Ottmarsheim
- Benediktinerinnenkloster Paris (Rue Cassette) (1654–1792)
- Benediktinerinnenkloster Paris (Rue Tournefort) (1808 bis 1975)
- Benediktinerinnenabtei Pesquié
- Benediktinerinnenabtei Pradines
- Benediktinerinnenkloster Rambervillers
- Benediktinerinnenkloster La Rochette in Belmont-Tramonet
- Benediktinerinnenabtei Rosans („Notre-Dame de Miséricorde“) in Rosans (seit 1991)
- Benediktinerinnenkloster Rosheim
- Benediktinerinnenkloster Rouen
- Benediktinerinnenkloster Saint-Nicolas-du-Port
- Abtei Sainte-Scholastique (Dourgne)
- Abtei Sainte-Scholastique (Juvigny)
- Abtei Saint-Thierry
- Benediktinerinnenabtei Simiane-Collongue in Simiane-Collongue
- Benediktinerinnenkloster Toul
- Benediktinerinnenkloster Tourcoing
- Kloster Belloc und Urt
- Benediktinerinnenkloster Valognes (seit 1623)
- Benediktinerinnenkloster Vanves (seit 1928)
- Benediktinerinnenkloster Venière (seit 1933)
- Benediktinerinnenkloster Verneuil (1627–2001)
- Benediktinerinnenabtei Wisques

## Großbritannien
- Barking Abbey (666–1541, auch Benediktiner, aufgelöst)

## Italien
- Benediktinerinnenkloster Mailand
- Kloster Säben (bestehend)
- Santuario di Trezzo, Dumenza (1528–1574)

## Luxemburg
- Peppingen

## Niederlande
- Kloster Termunten (1247–1259 (Doppelkloster), danach Zisterzienser (1259–1569))
- Abtei Rijnsburg (1133–1574)
- Kloster Porta Coeli in Zoutelande-Werendijke, (um 1249–1574)

## Österreich
- Benediktinen-Frauenstift Nonnberg (Salzburg, bestehend)
- Benediktinerinnenkloster St. Gabriel, St. Johann bei Herberstein (bestehend)
- Benediktinerinnen der Anbetung, Wien (bestehend)
- Benediktinerinnen vom unbefleckten Herzen Mariens, Steinerkirchen an der Traun (bestehend)
- Benediktinerinnen Martinsbuehel, Zirl in Tirol (abhängiges Haus des Klosters Melchtal, Schweiz / aufgehoben)
- Kloster Scharnitz, Tirol (abhängiges Haus des Klosters Melchtal, Schweiz / bestehend)
- Stift Göß (Leoben, aufgehoben)
- Stift Millstatt (ca. Ende 12. bis Mitte 15. Jahrhundert, Benediktiner (1070–1469), St.-Georgs-Orden (1469–1598 und seit 1993), Jesuiten (1598–1773), aufgehoben)
- Benediktinerinnenkloster Erla (Niederösterreich)

## Polen
- Kloster Grüssau (seit 1947, Benediktiner (1242–1292 sowie 1919–1940), dazwischen Zisterzienser (1292–1810))
- Kloster Kolberg in Pommern (nach der Reformation als evangelisches Damenstift fortgeführt bis 1945)
- Benediktinerinnenkloster Radom, siehe auch: Dreifaltigkeitskirche (Radom)
- Benediktinerinnenkloster Warschau

## Schweiz
- Kloster in der Au, Trachslau (bestehend)
- Fürstabtei Fraumünster, Zürich (853 – 1524, aufgehoben)
- Abtei St. Gallenberg, Oberbüren (bestehend)
- Abtei St. Lazarus, Seedorf (bestehend)
- Kloster Fahr (bestehend)
- Kloster Heiligkreuz (Cham) (Olivetanerinnen; bestehend)
- Kloster Hermetschwil (bestehend)
- Kloster Maria-Rickenbach, Niederrickenbach (bestehend)
- Kloster Marienburg, Wikon (bestehend)
- Kloster Melchtal (bestehend)
- Kloster Münsterlingen (von 1549 bis 1848, zuvor Augustinerinnen; aufgehoben)
- Kloster St. Andreas (Sarnen) (seit 1615 bestehend, vorher seit 1120 in Engelberg)
- Kloster St. Johann in Mustair (seit 12. Jahrhundert bestehend, 775–12. Jahrhundert Benediktiner)
- Kloster St. Wiborada, St. Gallen (aufgehoben)
- Kloster St. Agnesen, Schaffhausen (aufgehoben in der Reformation)

## Tschechien
- St. Georg in Prag (976–1782, auch Kollegiatstift)
- Kloster zum Heiligen Geist (Prag) (1350 – 16. Jahrhundert)
- Kloster Pustimir
- Kloster Trebitsch

## St. Lucia
- Assumption Abbey, Coubaril, Castries (Priorat seit 1975, Abtei seit 2007, bestehend)

## USA
- Abbey of Regina Laudis (seit 1947/1976, bestehend)
- Abbey of St. Walburga (seit 1935/1989, bestehend)
- St. Martin Monastery, Rapid City, seit 1889 (Gründung des Schweizer Klosters Melchtal)

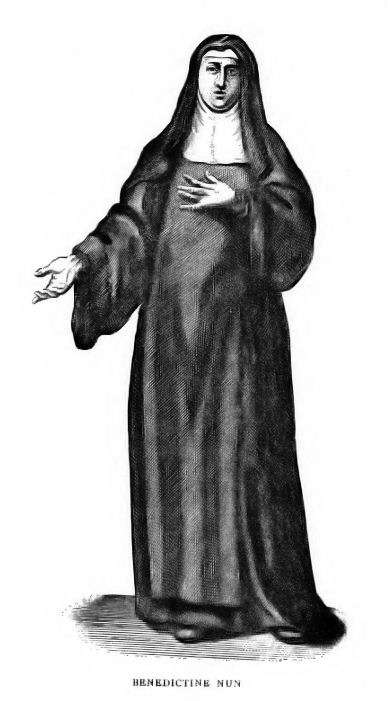
Benediktinerin. Aus dem Buch "English Monastic Life"